# Góra (Sieradz)
Pour les articles homonymes, voir Góra (homonymie).
Góra est une localité polonaise de la gmina de Warta, située dans le powiat de Sieradz en voïvodie de Łódź.